# Mercedes-Benz Classe B
La Mercedes-Benz Classe B è la monovolume di classe media di berline e station wagon della casa automobilistica tedesca Mercedes-Benz. È stata prodotta in tre serie, contraddistinte rispettivamente dalle sigle di progetto W245 (dal 2005 al 2011), W246 (dal 2011 al 2019) e W247 (dal 2019).

## Le serie

### Prima serie (W245, 2005-2011)
La sigla W245 (o T245) identifica la prima serie della Classe B. Essa condivideva la stessa base meccanica della contemporanea W169, ossia la seconda generazione della Classe A. Prodotta nello stabilimento di Rastatt, è stata commercializzata fino alla fine dell'estate del 2011.

### Seconda serie (W246, 2011-2019)
La seconda generazione della Classe B viene identificata dalla sigla W246: presentata in anteprima al Salone di Francoforte del 2011, viene commercializzata a partire dall'autunno dello stesso anno.

### Terza serie (W247, dal 2019)
La terza generazione della Classe B viene identificata dalla sigla W247: presentata in anteprima al Salone di Parigi del 2018, viene commercializzata da Febbraio 2019.
Le versioni 200 d e 220 d dotate di un motore 2.0l con 150 e 190 cavalli rispettivamente portano al debutto i nuovi motori Euro 6d che saranno obbligatori a partire dal 2021.

## Galleria d'immagini
| Mercedes-Benz W245 | Mercedes-Benz W246 | Mercedes-Benz W247 |
| ------------------ | ------------------ | ------------------ |
|                    |                    |                    |
|                    |                    |                    |
| 2005-2011          | 2011-2018          | dal 2019           |